# 艾伦·韦尔斯
艾伦·威珀·韦尔斯 MBE（英語：Allan Wipper Wells，1952年5月3日—），英国男子短跑运动员。他在1980年夏季奥林匹克运动会田径比赛中获得男子100米金牌和男子200米银牌。